# No vale la pena
«No vale la pena» es una canción y un sencillo del cantautor mexicano Juan Gabriel, de su decimonoveno álbum de estudio Todo (1983), fue lanzado como segundo sencillo del álbum por su discográfica RCA Records en 1983. La canción ha sido catalogada como otra más de las mejores canciones del artista según los críticos musicales y fue uno de los sencillos con mejor desempeño durante los años 80 en México.

## Lista de canciones

### CD - Promo[8]
| No vale la pena / Caray — Single |                   |          |  |
| N.º                              | Título            | Duración |  |
| 1.                               | «Caray»           | 3:30     |  |
| 2.                               | «No vale la pena» | 2:30     |  |

## Versiones
Gabriel ha regrabado la canción dos veces, la primera para su álbum recopilatorio, Por Los Siglos (2001), y a dúo con la también cantante María José en su álbum de estudio número 28, Los Dúo (2014).